# Auditorio Fundación Astengo
El "Teatro Astengo" es una de las salas de teatro con mayor aforo de público existentes en la ciudad de Rosario, provincia de Santa Fe, Argentina. Cuenta con una capacidad para 1.100 personas.
Fue inaugurado en 1967, cuando Héctor Ignacio Astengo (1895-1981) adquirió de sus hermanos la parte proporcional de la herencia que les correspondía sobre el antiguo Teatro Odeón y creó la fundación que lleva su nombre, rebautizando el teatro como "Auditorio Fundación".
Es conocido por ser, desde 1971, el lugar donde el célebre grupo humorístico-musical argentino Les Luthiers han estrenado todos sus espectáculos hasta hoy. 